# جشنواره بین‌المللی خلاقیت شیرهای کن
جشنواره بین‌المللی خلاقیت شیرهای کن (انگلیسی: Cannes Lions International Festival of Creativity)یک رویداد جهانی برای کسانی است که در بازاریابی خلاق ، تبلیغات و زمینه های مرتبط کار می کنند. این بزرگترین گردهمایی صنعت تبلیغات و بازاریابی خلاق محسوب می شود.
این جشنواره پنج روزه در کاخ جشنواره و کنگره کن در فرانسه برگزار می شود.که شامل اهدای جوایز شیرها می‌شود. هر ماه ژوئن، حدود 15000 نماینده ثبت نام شده از 90 کشور از جشنواره بازدید می کنند تا بهترین خلاقیت در ارتباطات برند را جشن بگیرند، درباره مسائل صنعت بحث کنند، و با یکدیگر شبکه سازی کنند. فعالیت‌های این هفته شامل مراسم اهدای جوایز متعدد و همچنین جشن افتتاحیه و اختتامیه است.